# Nati nel 1677
| Questa pagina contiene informazioni ricavate automaticamente dalle voci biografiche con l'ausilio del template Bio e di un bot. L'aggiornamento è periodico e automatico e ricostruisce completamente la pagina. Se manca una persona in questa lista, sei pregato di non aggiungerla, ma accertati piuttosto che la sua voce biografica contenga il template Bio e che i dati anagrafici siano correttamente compilati. Se il template Bio manca, inseriscilo tu stesso o, in alternativa, metti l'avviso {{tmp\|Bio}} che ne segnala la mancanza. Se i dati riportati sono sbagliati, correggi direttamente la voce biografica; le modifiche saranno visibili in questa lista entro pochi giorni. Per chiarimenti vedi il progetto biografie. La lista contiene solo le 79 persone che sono citate nell'enciclopedia e per le quali è stato implementato correttamente il template Bio. Pagina aggiornata al 2 mar 2025. |

## Gennaio(3)
- 1º gennaio - François-Joseph de Chancel, drammaturgo e scrittore francese († 1758)
- 22 gennaio - Antonio Schinella Conti, fisico e matematico italiano († 1749)
- 23 gennaio - Pál Forgách il vecchio, presbitero ungherese († 1746)

## Febbraio(6)
- 3 febbraio - Jan Blažej Santini-Aichel, architetto ceco († 1723)
- 4 febbraio - Johann Ludwig Bach, musicista, violinista e compositore tedesco († 1731)
- 9 febbraio - Mario Mellini, cardinale italiano († 1756)
- 12 febbraio - Giovanni Battista Labanchi, vescovo cattolico italiano († 1746)
- 18 febbraio - Jacques Cassini, astronomo francese († 1756)
- 26 febbraio - Nicola Fago, compositore italiano († 1745)

## Marzo(2)
- 5 marzo - Pietro Micca, militare e operaio italiano († 1706)
- 22 marzo - Anna Luisa Föhse, nobildonna tedesca († 1745)

## Aprile(2)
- 19 aprile - Sallustio Bandini, presbitero, politico e economista italiano († 1760)
- 27 aprile - Feofan Prokopovič, arcivescovo ortodosso, teologo e politico russo († 1736)

## Maggio(5)
- 3 maggio - Maffeo Nicolò Farsetti, arcivescovo cattolico italiano († 1741)
- 4 maggio - Francesca Maria di Borbone-Francia, nobile francese († 1749)
- 20 maggio - Lemau de la Jaisse, cartografo e incisore francese († 1745)
- 24 maggio - Cristiano Ludovico di Brandeburgo-Schwedt, principe e militare († 1734)
- 30 maggio - Sofia Angelica di Württemberg-Oels, nobile tedesca († 1700)

## Giugno(5)
- 4 giugno - Adriaen Boudewijns, pittore fiammingo († 1719)
- 10 giugno - Jean Raoux, pittore e disegnatore francese († 1734)
- 12 giugno - Daniele Antonio Bertoli, disegnatore e costumista italiano († 1743)
- 15 giugno - Nicolas Gédoyn, presbitero, traduttore e critico letterario francese († 1744)
- 18 giugno - Antonio Maria Bononcini, violoncellista e compositore italiano († 1726)

## Luglio(5)
- 4 luglio - Pier Luigi Carafa, cardinale e arcivescovo cattolico italiano († 1755)
- 6 luglio - Paolo Groppelli, scultore italiano († 1751)
- 8 luglio - Ernst August Charbonnier, architetto del paesaggio tedesco († 1747)
- 13 luglio - Giovanni Giorgio di Sassonia-Weissenfels, duca († 1712)
- 29 luglio - Giovanni Augusto di Anhalt-Zerbst, nobile tedesco († 1742)

## Agosto(6)
- 9 agosto - Jacob Campo Weyerman, pittore e scrittore olandese († 1747)
- 23 agosto - Marie Anne Doublet, letterata francese († 1771)
- 25 agosto - Manuel d'Orléans, conte di Charny, generale francese († 1740)
- 25 agosto - Jean-Joseph Languet de Gergy, arcivescovo cattolico e teologo francese († 1753)
- 27 agosto - Otto Ferdinand von Traun, militare austriaco († 1748)
- 28 agosto - Sofia Edvige di Danimarca, principessa danese († 1735)

## Settembre(7)
- 9 settembre - Alessandro Benedetto Sobieski, nobile, diplomatico e religioso polacco († 1714)
- 15 settembre - François-Paul de Neufville de Villeroy, arcivescovo cattolico francese († 1731)
- 17 settembre - Stephen Hales, botanico, chimico e teologo inglese († 1761)
- 18 settembre - Christian Döring, architetto tedesco († 1750)
- 23 settembre - Antonio Cugini, architetto italiano († 1765)
- 27 settembre - Giovanni Carlo Maria Clari, compositore italiano († 1754)
- 27 settembre - Johann Gabriel Doppelmayer, matematico, astronomo e cartografo tedesco († 1750)

## Ottobre(5)
- 5 ottobre - Pietro Grimani, doge († 1752)
- 6 ottobre - Philip Johan von Strahlenberg, militare, geografo e cartografo svedese († 1747)
- 20 ottobre - Stanislao Leszczyński, nobile polacco († 1766)
- 23 ottobre - Giuseppe Antonio Petrini, pittore svizzero († 1759)
- 23 ottobre - Rudolf Franz Erwein von Schönborn, nobile, diplomatico e politico tedesco († 1754)

## Novembre(7)
- 3 novembre - Pier Francesco Cavazza, pittore e collezionista d'arte italiano († 1733)
- 5 novembre - Domenico Corradi d'Austria, matematico italiano († 1756)
- 7 novembre - Maddalena Guglielmina di Württemberg, nobildonna († 1742)
- 17 novembre - Giovanni Antonio Pucci, pittore e poeta italiano († 1739)
- 25 novembre - Andrea Bianchi, architetto italiano († 1740)
- 26 novembre - Filippo Maria Positano, vescovo cattolico italiano († 1732)
- 29 novembre - Guillaume Coustou, scultore francese († 1746)

## Dicembre(2)
- 7 dicembre - Ippolita Cantelmo Stuart, nobile e poetessa italiana († 1754)
- 30 dicembre - Emanuele Maurizio d'Elbeuf, generale francese († 1763)

## Senza giorno specificato(24)
- Pompeo Aldrovandini, pittore italiano († 1735)
- Federico Bencovich, pittore dalmata († 1756)
- Lucia Casalini Torelli, pittrice italiana († 1762)
- Lelio Cosatti, matematico italiano († 1748)
- Antonio Dardani, pittore italiano († 1735)
- Lorenzo De Castro, compositore italiano († 1764)
- Lodovico Flangini, ammiraglio italiano († 1717)
- Kawamata Tsuneyuki, pittore giapponese
- Manuel da Maia, architetto, ingegnere e archivista portoghese († 1768)
- Donato Massa, ceramista italiano († 1747)
- Giovanni Battista Mazzini, medico e matematico italiano († 1743)
- Ortai, politico e funzionario cinese († 1745)
- Christian Petzold, compositore e organista tedesco († 1733)
- Nicolò Russo, ceramista italiano († 1756)
- Claude Sicard, missionario e egittologo francese († 1726)
- Nicolò Spinola, doge († 1743)
- John Talman, architetto britannico († 1726)
- Carlo Antonio Tantardini, scultore italiano († 1748)
- Gerolamo Theodoli, architetto e nobile italiano († 1766)
- Jacob Wittich, filosofo tedesco († 1739)
- Louis de Caix d'Hervelois, gambista e compositore francese († 1759)
- Francisco José de Castro, compositore, organista e clavicembalista spagnolo († 1730)
- Marie Armande de La Trémoille, nobildonna francese († 1717)
- Lorenzo del Moro, pittore italiano († 1735)